# Riccardo Patrese
Riccardo Gabriele Patrese (Padova, 1954. április 17. –) olasz autóversenyző, 1977 és 1993 között a Formula–1 versenysorozat pilótája volt. F–1-es pályafutása alatt 257 nagydíjon vett részt, ami 15 évig rekord volt. (2008-ban Rubens Barrichello vette át tőle a legtapasztaltabb versenyző címét.) 2005-ben Dél-Afrikában, a kyalami pályán, a visszavonult Formula–1-es versenyzők számára megrendezett Grand Prix Masters versenyen visszatért az autóversenyzéshez, ha csak rövid időre is.

## Formula–1-es pályafutása

### Shadow és Arrows
Patrese versenyzői karrierjét 1977-ben, a monacói nagydíjon kezdte a Shadow csapatnál, mely az év közben váltott versenyzőt. Még abban az évben a csapatvezető Jackie Oliver elhagyta a Shadow-t, hogy Arrows néven új csapatot alakítson magának; Patrese vele együtt távozott. Az Arrows frissen létrehozott első kocsija a Shadow másolata volt, így az a szabályoknak megfelelően csak az áttervezés után indulhatott a versenyeken. Az új kocsit a csapat hat hét alatt építette fel.
1978-ban, az Arrows második versenyén Patrese majdnem győzelemre vitte a csapatot, a kocsi motorja azonban 15 körrel a vége előtt felmondta a szolgálatot. Az év olasz nagydíján Patrese a rajtnál tömegkarambolba keveredett James Hunttal, és más versenyzőkkel. A baleset következtében a svéd Ronnie Peterson az eset másnapján életét vesztette. Bár Patrese felelősségét a baleset okozásában hivatalosan sosem ismerték el, a korábbi világbajnok Hunt kampányt indított ellene, melynek következményeként Patreset egy versenyre eltiltották. A TV-felvételek alapján Hunt lehetett a baleset okozója, de ezt sose ismerte el, s a későbbiekben is támadta Patreset, mikor a BBC-nél lett a versenysorozat kommentátora.

### Brabham
1982-ben Patrese átigazolt a Brabhamhez, ahol óriási szerencsével megszerezte első győzelmét a monacói nagydíjon.
A futam nagy részében a Renault-s Alain Prost vezetett, de a verseny vége előtt 3 körrel falnak csapta az autóját, így Patrese jó pozícióban volt a verseny megnyereséhez.
Viszont ő is hibázott, megforgatta az autóját, és így De Cesaris és Pironi is elment mellette.
Viszont mindkét versenyző benzin nélkül maradt az utolsó körben, így Riccardo Patrese megnyerte élete első versenyét. Csodálkozott is rendesen akkor, amikor befutott, miért ünneplik őt ennyire.
A második győzelmét 1983-ban aratta a dél-afrikai nagydíjon, de a szezon nem Patreseről szólt. Míg a csapattárs Nelson Piquet megszerezte második világbajnoki címét, addig Patrese mindössze a 9. helyen végzett összesítésben.
A gyenge teljesítmény az elkövetkező években is folytatódott: a versenyző csak 7 év múlva tudott újra a pódium legmagasabb fokára állni.
Megunva a sok technikai hibát, elhagyta a Brabhamet, hogy majd 1986-ban térjen vissza újra a Bernie Ecclestone által pénzelt csapathoz.

### Alfa Romeo
Patrese 1984-ben a Formula–1 be visszatért Alfa Romeo csapathoz igazolt, ami két nagyon halvány évet eredményezett, összesen 8 ponttal, és egy dobogós helyezéssel.
Pedig minden tökéletesnek indult:olasz kocsi olasz motorral, olasz szponzorral, olasz pilótával.
A teljesítmény viszont már nem volt tökéletes.
Az egyetlen dobogót a 84-es olasz nagydíjon szerezte, a csapat ebben az évben 11 pontot szerzett.
A következő év végén viszont 0 pont szerepelt a csapat neve mellett.

### Brabham újra
1986-ban Patrese visszatért a Brabhamhez, de a csapat addigra kifulladt, s nem tudták már versenyzőiket győzelemhez juttatni. Bár a csapat BMW motorja erősebb volt a versenytársakéhoz képest, Patrese számára újabb két győzelem nélküli évad következett. Ennek ellenére Patrese a csapatát nyilvánosan soha nem kritizálta.
A csapat szezon közben elvesztette Elio de Angelis-t, így Patrese és a csapat morálisan is válságban volt.
Az ez évben megszerzett 2 pont a 80-as évek elejének meghatározó csapatától már édeskevés volt.
A B.M.W. motor bár erős volt, viszont megbízhatatlan, így a B.M.W. sem koncentrálta erőit a Brabhamre, ami tovább rontotta a csapat versenyképességét.

### Williams

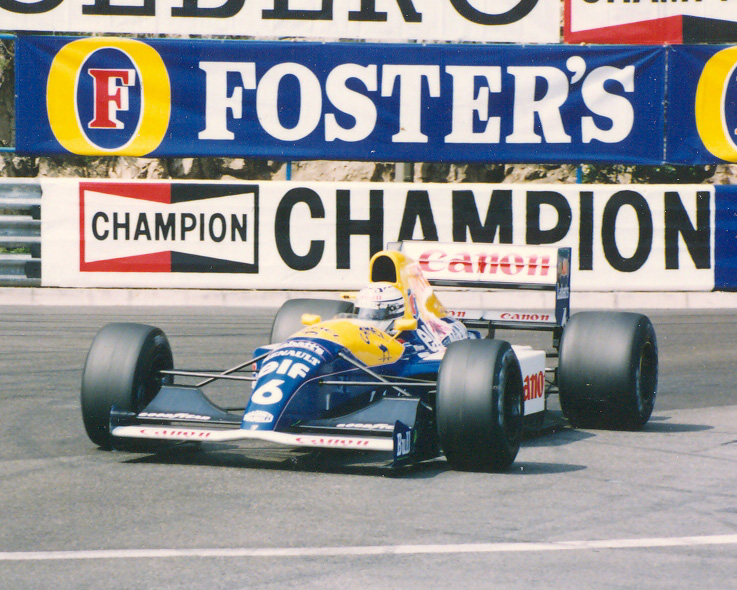
Patrese az 1991-es monacói nagydíjon

1987 végén Patrese lehetőséget kapott haldokló karrierje megújítására, mikor a Brabham tulajdonos Bernie Ecclestone közreműködésével a Williams őt kérte fel az edzés közben Mansell pótlására az évad záróversenyén, Ausztráliában.
A lehetőséget kihasználva Patrese meggyőzte a Williams menedzsmentjét, s 1988-tól a csapattól távozó Piquet helyére szerződött. Az év azonban a gyenge Judd motoroknak köszönhetően nem lett sikeres, az első pontszerzésekre a következő évig kellett várni. Patrese 1990-ben ismét győzelmet aratott a San Marinó-i nagydíjon, összesítésben pedig a hetedik helyen végzett.
1991-ben Mansell visszatért a Williamshez. Ennek és a Renault motoroknak köszönhetően a csapat ismét sikeres lett, A konstruktőrök között és Mansell révén egyéniben is másodikok lettek. A sikerből Patrese is kivette a részét, győzelmet aratott Mexikóban és Portugáliában. Összesítésben a harmadik helyen végzett, az addigi legeredményesebb szezonját zárva.
1992-ben továbbra is a Williams uralta a Formula–1 mezőnyét. Patrese azonban sikerei, a japán nagydíjon aratott győzelme, és további 8 dobogós helyezése ellenére Mansell mögött második pilótává vált. Mivel Prost, Senna, és Mansell egyaránt kacérkodott a Williamshez történő szerződéssel, illetve a szerződésének meghosszabbításával, Patrese helyzete egyre bizonytalanabbá vált, s a Benettonhoz szerződött még az év vége előtt. Ironikus, de végül csak Prost szerződött a Williamshez, 1993-ban.
A karrierje során legjobb világbajnoki helyezését ebben az évben érte el, 2. lett, világbajnok csapattársa, Nigel Mansell mögött.

### Benetton
1993-ban, míg a Williams továbbra is dominált a mezőnyben, Patrese egyre nehezebben találta helyét új csapattársa, Michael Schumacher mellett is. Ennek következtében a csapatvezetés Patresét az év vége előtt szabadlistára helyezte. A következő szezonra a legtöbb versenyzői pozíció már foglalt volt, így Patrese a visszavonulás mellett döntött.
Formula–1-es pályafutása alatt 257 nagydíjra nevezett és 256-on indult el, ami 15 évig rekordnak számított. A 2000-es évektől 17-19 versenyt rendeztek egy évadban, így többen is igen közel kerültek a 256 rajthoz. 2006-ban Michael Schumacher 248 nagydíj után vonult vissza. Rekordját végül Rubens Barrichello döntötte meg, a 2008-as török nagydíjon (2010-ben Schumacher visszatért, így azóta ő is túlszárnyalta Patresét). A közelmúltban David Coulthard is esélyes lett volna, hogy megdöntse Patrese rekordját, ha nem vonul vissza  a 2008-as szezon végén.

### A pályafutás eredményei számokban
| év   | helyezés | pontszám | rajthozállások | győzelmek | dobogós helyezések | autó                       |
| ---- | -------- | -------- | -------------- | --------- | ------------------ | -------------------------- |
| 1977 | 19.      | 1        | 9              | 0         | 0                  | Shadow-Ford                |
| 1978 | 12.      | 11       | 15             | 0         | 1                  | Arrows-Ford                |
| 1979 | 19.      | 2        | 15             | 0         | 0                  | Arrows-Ford                |
| 1980 | 9.       | 7        | 14             | 0         | 1                  | Arrows-Ford                |
| 1981 | 11.      | 10       | 15             | 0         | 2                  | Arrows-Ford                |
| 1982 | 10.      | 21       | 15             | 1         | 3                  | Brabham-Ford/Brabham-BMW   |
| 1983 | 9.       | 13       | 15             | 1         | 3                  | Brabham-BMW                |
| 1984 | 13.      | 8        | 16             | 0         | 1                  | Alfa Romeo                 |
| 1985 | -        | 0        | 16             | 0         | 0                  | Alfa Romeo                 |
| 1986 | 17.      | 2        | 16             | 0         | 0                  | Brabham-BMW                |
| 1987 | 13.      | 6        | 16             | 0         | 1                  | Brabham-BMW/Williams-Honda |
| 1988 | 11.      | 8        | 16             | 0         | 0                  | Williams-Judd              |
| 1989 | 3.       | 40       | 16             | 0         | 6                  | Williams-Renault           |
| 1990 | 7.       | 23       | 16             | 1         | 1                  | Williams-Renault           |
| 1991 | 3.       | 53       | 16             | 2         | 8                  | Williams-Renault           |
| 1992 | 2.       | 56       | 16             | 1         | 9                  | Williams-Renault           |
| 1993 | 5.       | 20       | 16             | 0         | 2                  | Benetton-Ford              |

## Teljes Formula–1-es eredménylistája
(Táblázat értelmezése)

(Félkövér: pole-pozícióból indult; dőlt: leggyorsabb kört futott) 

| Év   | Csapat     | 1       | 2      | 3      | 4      | 5      | 6      | 7      | 8      | 9      | 10     | 11     | 12     | 13     | 14     | 15     | 16     | 17    | Helyezés | Pont |
| ---- | ---------- | ------- | ------ | ------ | ------ | ------ | ------ | ------ | ------ | ------ | ------ | ------ | ------ | ------ | ------ | ------ | ------ | ----- | -------- | ---- |
| 1977 | Shadow     | ARG     | BRA    | RSA    | USW    | ESP    | MON 9  | BEL Ki | SWE    | FRA Ki | GBR Ki | GER 10 | AUT    | NED 13 | ITA Ki | USA    | CAN 10 | JPN 6 | 20.      | 1    |
| 1978 | Arrows     | ARG     | BRA 10 | RSA Ki | USW 6  | MON 6  | BEL Ki | ESP Ki | SWE 2  | FRA 8  | GBR Ki | GER 9  | AUT Ki | NED Ki | ITA Ki | USA    | CAN 4  |       | 12.      | 11   |
| 1979 | Arrows     | ARG DNS | BRA 9  | RSA 11 | USW Ki | ESP 10 | BEL 5  | MON Ki | FRA 14 | GBR Ki | GER Ki | AUT Ki | NED Ki | ITA 13 | CAN Ki | USA Ki |        |       | 20.      | 2    |
| 1980 | Arrows     | ARG Ki  | BRA 6  | RSA Ki | USW 2  | BEL Ki | MON 8  | FRA 9  | GBR 9  | GER 9  | AUT 14 | NED Ki | ITA Ki | CAN Ki | USA Ki |        |        |       | 9.       | 7    |
| 1981 | Arrows     | USW Ki  | BRA 3  | ARG 7  | SMR 2  | BEL Ki | MON Ki | ESP Ki | FRA 14 | GBR 10 | GER Ki | AUT Ki | NED Ki | ITA Ki | CAN Ki | LVS 11 |        |       | 11.      | 10   |
| 1982 | Brabham    | RSA Ki  | BRA Ki | USW 3  | SMR    | BEL Ki | MON 1  | USE Ki | CAN 2  | NED 15 | GBR Ki | FRA Ki | GER Ki | AUT Ki | SUI 5  | ITA Ki | LVS Ki |       | 10.      | 21   |
| 1983 | Brabham    | BRA Ki  | USW 10 | FRA Ki | SMR 13 | MON Ki | BEL Ki | USE Ki | CAN Ki | GBR Ki | GER 3  | AUT Ki | NED 9  | ITA Ki | EUR 7  | RSA 1  |        |       | 9.       | 13   |
| 1984 | Alfa Romeo | BRA Ki  | RSA 4  | BEL Ki | SMR Ki | FRA Ki | MON Ki | CAN Ki | USE Ki | USA Ki | GBR 12 | GER Ki | AUT 10 | NED Ki | ITA 3  | EUR 6  | POR 8  |       | 13.      | 8    |
| 1985 | Alfa Romeo | BRA Ki  | POR Ki | SMR Ki | MON Ki | CAN 10 | USE Ki | FRA 11 | GBR 9  | GER Ki | AUT Ki | NED Ki | ITA Ki | BEL Ki | EUR 9  | RSA Ki | AUS Ki |       | –        | 0    |
| 1986 | Brabham    | BRA Ki  | ESP Ki | SMR 6  | MON Ki | BEL 8  | CAN Ki | USE 6  | FRA Ki | GBR Ki | GER Ki | HUN Ki | AUT Ki | ITA Ki | POR Ki | MEX 13 | AUS Ki |       | 17.      | 2    |
| 1987 | Brabham    | BRA Ki  | SMR 9  | BEL Ki | MON Ki | USE 9  | FRA Ki | GBR Ki | GER Ki | HUN 5  | AUT Ki | ITA Ki | POR Ki | ESP 13 | MEX 3  | JPN 11 | AUS 9  |       | 13.      | 6    |
| 1988 | Williams   | BRA Ki  | SMR 13 | MON 6  | MEX Ki | CAN Ki | USE Ki | FRA Ki | GBR 8  | GER Ki | HUN 6  | BEL Ki | ITA 7  | POR Ki | ESP 5  | JPN 6  | AUS 4  |       | 11.      | 8    |
| 1989 | Williams   | BRA Ki  | SMR Ki | MON 15 | MEX 2  | USA 2  | CAN 2  | FRA 3  | GBR Ki | GER 4  | HUN Ki | BEL Ki | ITA 4  | POR Ki | ESP 5  | JPN 2  | AUS 3  |       | 3.       | 40   |
| 1990 | Williams   | USA 9   | BRA 13 | SMR 1  | MON Ki | CAN Ki | MEX 9  | FRA 6  | GBR Ki | GER 5  | HUN 4  | BEL Ki | ITA 5  | POR 7  | ESP 5  | JPN 4  | AUS 6  |       | 7.       | 23   |
| 1991 | Williams   | USA Ki  | BRA 2  | SMR Ki | MON Ki | CAN 3  | MEX 1  | FRA 5  | GBR Ki | GER 2  | HUN 3  | BEL 5  | ITA Ki | POR 1  | ESP 3  | JPN 3  | AUS 5  |       | 3.       | 53   |
| 1992 | Williams   | RSA 2   | MEX 2  | BRA 2  | ESP Ki | SMR 2  | MON 3  | CAN Ki | FRA 2  | GBR 2  | GER 8  | HUN Ki | BEL 3  | ITA 5  | POR Ki | JPN 1  | AUS Ki |       | 2.       | 56   |
| 1993 | Benetton   | RSA Ki  | BRA Ki | EUR 5  | SMR Ki | ESP 4  | MON Ki | CAN Ki | FRA 10 | GBR 3  | GER 5  | HUN 2  | BEL 6  | ITA 5  | POR 16 | JPN Ki | AUS 8  |       | 5.       | 20   |